# Урапідил
Урапідил (англ. Urapidil, лат. Urapidilum) — синтетичний антигіпертензивний препарат, що належить до групи альфа-адреноблокаторів, також має незначну бета-блокуючу дію, та діє на серотонінові рецептори центральної нервової системи. Урапідил застосовується як перорально, так і внутрішньовенно.

## Фармакологічні властивості
Урапідил — синтетичний лікарський препарат, що належить до групи альфа-адреноблокаторів. Механізм дії препарату полягає у селективному блокуванні постсинаптичних α1-адренорецепторів, що призводить до усунення дії α-адреностимулюючих гормонів (катехоламінів) на судини. Наслідком цього є розширення периферичних судин, зниження периферичного опору судин та зниження артеріального тиску. Урапідил також має незначну бета-блокуючу дію, і при його застосуванні не спостерігається рефлекторної тахікардії. Препарат також має стимулюючу дію на серотонінові рецептори центральної нервової системи, завдяки чому знижується активність прегангліонарних симпатичних нейронів, що запобігає рефлекторному підвищенню тонусу симпатичної нервової системи, зниженню тонусу судин та зниженню серцевого викиду, та навіть збільшується ударний об'єм серця, хвилинний об'єм крові і серцевий індекс. Урапідил також знижує переднавантаження на серце завдяки зниженню тиску в легеневих капілярах і кінцевого діастолічного тиску в легеневій артерії, та післянавантаження на серце завдяки зниженню системного судинного опору. Препарат також не впливає на внутрішньочерепний тиск. Урапідил також сприяє зниженню кількості ліпопротеїнів низької щільності, загального холестерину та тригліцеридів, та підвищенню кількості ліпопротеїнів високої щільності, не сприяє розвитку гіперглікемії та збільшенню вмісту сечової кислоти в крові. Препарат не спричинює ортостатичну гіпотензію та затримку рідини в організмі. Урапідил застосовується для лікування артеріальної гіпертензії, у тому числі резистентної для лікування іншими антигіпертензивними препаратами, а також для лікування гіпертензивних кризів. Урапідил більш безпечний при застосуванні у випадку гіпертензивного кризу на фоні інсульту або набряку легень. У європейських країнах урапідил також застосовують у випадку еклампсії та прееклампсії.

### Фармакокінетика
Урапідил швидко та добре всмоктується у шлунково-кишковому тракті після перорального застосування, абсолютна біодоступність препарату складає 63—80 %, при внутрішньовенному введенні біодоступність урапідилу складає 100 %. Препарат розпочинає діяти за 10—20 хвилин після внутрішньовенного введення, максимальна концентрація урапідилу в крові спостерігається 35 хвилин після внутрішньовенного введення, після чого спостерігається швидке зниження концентрації препарату в крові. Препарат добре (на 80 %) зв'язується з білками плазми крові. Урапідил проникає через гематоенцефалічний бар'єр та плацентарний бар'єр, даних за виділення препарату в грудне молоко немає. Метаболізується препарат у печінці з утворенням переважно неактивних метаболітів. Виводиться урапідил із організму переважно із сечею, незначна частина препарату виводиться з калом. Період напіввиведення урапідилу при внутрішньовенному застосуванні становить 2,7 години, при пероральному застосуванні 3,3-7,6 годин, при важкій печінковій або нирковій недостатності та в осіб похилого віку цей час може збільшуватися.

## Покази до застосування
Урапідил застосовують для лікування гіпертонічної хвороби, у тому числі гіпертензивних кризів, а також для контрольованого зниження артеріального тиску під час хірургічних операцій.

## Побічна дія
При застосуванні урапідилу найчастішими побічними ефектами є головний біль, запаморочення; дещо рідше спостерігаються тахікардія, нудота, блювання, підвищене потовиділення; рідко спостерігаються свербіж шкіри, шкірний висип, при тривалому застосуванні — тромбоцитопенія. Іншими побічними ефектами препарату є:
- Алергічні реакції — набряк Квінке, закладеність носа, кропив'янка.
- З боку травної системи — діарея, сухість у роті.
- З боку нервової системи — порушення сну, неспокій.
- З боку сечостатевої системи — почащення сечопуску, пріапізм, нетримання сечі, протеїнурія, нефротичний синдром.
- Інші побічні ефекти — периферичні набряки, брадикардія, аритмії, біль за грудиною, ортостатична гіпертензія, транзиторне підвищення активності ферментів печінки у крові.

## Протипоказання
Урапідил протипоказаний при підвищеній чутливості до препарату, відкритій артеріальній протоці, аортальному стенозі, вагітності та годуванні грудьми, дітям у віці до 18 років.

## Форми випуску
Урапідил випускається у вигляді желатинових капсул по 0.03 та 0,06 г та 0,5 % розчину в ампулах по 5, 10 і 20 мл.